# مجزرة سجن صيدنايا
مجزرة سجن صيدنايا هي مجزرة وقعت في سجن صيدنايا العسكري في سوريا يوم السبت 5 تموز/يوليو 2008، إثر عصيان قام به معتقلون إسلاميون. وفقًا للمرصد السوري لحقوق الإنسان، بدأ النزلاء الإسلاميون أعمال الشغب. أسفرت هذه المجزرة عن مقتل العشرات من السجناء وحراس السجن.

## أحداث المجزرة

### الرواية الرسمية
بحسب الرواية الرسمية، أعتدى بعض نزلاء السجن المحكومين بجرائم تتعلق بالإرهاب في العراق وسوريا على زملائهم أثناء جولة تفقدية لمدير السجن. فاستدعت السلطات قوات الأمن التي اشتبكت مع السجناء، ما أسفر عن سقوط قتلى وجرحى من الطرفين.

### رواية السجناء
وفقًا لأقوال سجناء إسلاميين، استقدمت السلطات السورية يوم السبت 5 يوليو 2008 كتيبة من الشرطة العسكرية لتفتيش السجن. بدأ الجنود التفتيش بطريقة استفزازية، حيث وضعوا القرآن على الأرض وداسوا عليه، مما أثار مشاعر السجناء الإسلاميين. تلا ذلك مشادة بين السجناء والشرطة العسكرية أسفرت عن مقتل تسعة أشخاص، ما أدى إلى اندلاع احتجاجات داخل السجن. احتجز السجناء عدة رهائن بينهم المدير العام للسجن، واندلعت معارك عنيفة بين السجناء والشرطة العسكرية. تمكن السجناء في النهاية من السيطرة على السجن بأكمله، واحتجزوا أكثر من 1245 من أصل 1500 من أفراد الشرطة العسكرية.
من السور الخارجي للسجن، أطلقت قوات الأمن النار على مجموعة من السجناء حاولوا الفرار بسبب الأوضاع المأساوية داخل السجن. تألفت المجموعة من: وائل الخوص، زكريا عفاش، دحام جبران، أحمد شلق، محمد عباس، حسن الجابري، محمد إلد الأحمد، خضر علوش، عبد الباقي خطاب، معن مجاريش، ومؤيد العلي. خوفًا من الاختناق بالغاز المسيل للدموع أو التعرض للمشاهد الدموية داخل السجن، قام السجناء بسحب بعض الرهائن إلى السطح للتواصل مع القوات العسكرية في الخارج. إلا أن القوات الحكومية أطلقت النار، مما أسفر عن مقتل حوالي 30 رهينة من الشرطة العسكرية وعدد من السجناء. كما قتل عشرة رهائن على يد السجناء، بينما انتحر ستة آخرون خوفًا من القتل على يدهم. قيل أيضًا إن السجناء احتجزوا أفرادًا من قوى الأمن كرهائن لحماية أنفسهم واستخدامهم كدروع بشرية، في حين ردت قوى الأمن بإطلاق النار، ما أسفر عن مقتل 7 أو 8 من السجناء. وفي بعض الروايات، تم احتجاز 100 سجين كرهائن من قبل قوى الأمن.
تعتبر مجزرة سجن صيدنايا من أبرز المجازر الدموية في تاريخ النظام البعثي السوري، وأعادت تسليط الضوء عليها الوثائق التي نشرها موقع "ويكيليكس"، والتي أكدت ارتكاب قوات الأمن السورية لمجزرة عنيفة في السجن الصحراوي. يُذكر أن السجناء الإسلاميين كانوا قد نفذوا إضرابًا احتجاجيًا على عدم الإفراج عنهم. وقد كشف موقع "ويكيليكس" أن النظام البعثي السوري سعى لتجنيد هؤلاء السجناء لاستخدامهم في العراق كمنفذين لعمليات تفجيرية ضد القوات الأمريكية بين عامي 2003 و2006، مع وعد بالإفراج عنهم بعد عودتهم من "الجهاد ضد الجيش الأمريكي".

## المنظمات الحقوقية
قال بيان صادر عن المرصد السوري لحقوق الإنسان إن 25 شخصا على الأقل قُتلوا بعد قيام الشرطة العسكرية بإطلاق الرصاص الحي على نزلاء السجن.
وفي نفس السياق قال رئيس المنظمة السورية لحقوق الإنسان مهند الحسني إن شهود عيان أفادوا بوجود دخان متصاعد من بعض الأماكن بالسجن دون معرفة ما إذا كان ناجما عن حريق أم غازات مسيلة للدموع.

## وصلات خارجية
- رسالة الاتحاد العالمي لحقوق الإنسان إلى الرئيس السوري بشار الأسد بخصوص أحداث صيدنايا.